# Pobuna Maji Maji
Pobuna Maji Maji naziv je za masovni ustanak afričkog stanovništva protiv kolonijalne uprave u Njemačkoj Istočnoj Africi. Razlozi ustanka koji je bez jasnije izražena središnjeg vodstva trajao od 1905. do 1907. godine na području današnje Tanzanije bili su, prije svega, iskorištavanje i izvoz prirodnih bogatstava poput pamuka za potrebe europskog tržišta, visoki porezi, te prisilan rad domaćega stanovništva.
Važnu ulogu pri mobilizaciji afričkog stanovništva odigrao je vrač Kinjikitile Ngwale koji je potaknuo pobunjenike na suradnju, unatoč plemenskim različitostima, radi uspješnoga suprotstavljanja vojno nadmoćnijoj kolonijalnoj vlasti. Sam naziv pobuna je dobila s obzirom na riječ maji što na svahiliju znači voda. Uvjerivši pučanstvo u svoje nadnaravne moći, Ngwale je ratnicima rekao da će ako popiju posvećenu vodu postati neranjivi te će biti u mogućnosti svladati nadmoćnijega neprijatelja. 
Pobuna je počela u srpnju 1905. a završila je porazom afričkih plemena 1907. godine. U raznim bitkama, kao i zbog posljedične gladi, stradalo je između 75 000 i 300 000 Afrikanaca, dok se njemački gubitci procjenjuju na oko 400 ljudi uključujući i savezničke vojnike (15 Europljana i 389 afričkih vojnika). Guverner Gustav Adolf von Götzen bio je zadužen za gušenje pobune po čijem je završetku uslijedila reforma njemačke kolonijalne uprave u Africi. Prema nekim autorima, Maji Maji ustanak označio je početak razvoja tanzanijskoga nacionalizma.

## Uzroci pobune
Nakon uspješnoga ujedinjenja Njemačkoga Carstva 1871. godine, uslijedilo je razdoblje njemačke kolonijalne vlasti, osobito za vladavine Vilima II. koji je odlučno napustio Bismarckovu doktrinu održavanja ravnoteže u pogledu vanjske politike. S vremenom, Njemačka je u odnosu na druge europske sile, poput Velike Britanije i Francuske, izgradila najkratkotrajniju mrežu kolonijalnih posjeda jer je već početkom 20. stoljeća, odnosno po završetku Prvog svjetskog rata, izgubila sve dotadašnje afričke kolonije.
Sredinom 1880-ih godina Nijemci su došli na područje istočne Afrike predvođeni istraživačem Carlom Petersom, kontroverznim zagovornikom socijalnog darvinizma. Osnovavši protektorat na području Tanganjike 1885. Njemačka je pristala na razgraničenje interesnih zona s viktorijanskom Velikom Britanijom, dok je 1891. godine i službeno osnovala koloniju pod nazivom Njemačka Istočna Afrika čije su granice obuhvaćale današnju Ruandu, Burundi te kopneni teritorij Tanzanije. Nedugo zatim, došlo je do prvih znatnijih sukoba s afričkim stanovništvom. Poglavica Hehe plemena, Mkwawa, početkom 1890-ih nizom gerilskih ustanaka suprotstavio se njemačkom širenju sve dok 1898. godine nije počinio samoubojstvo našavši se u neprijateljskome okruženju.
Početkom 20. stoljeća, njemačka je uprava, vođena idejom „znanstvenoga kolonijalizma” u pogledu učinkovite modernizacije te eksploatacije kolonizirana teritorija, na području istočnoafričkog posjeda započela infrastrukturne pothvate izgradnje prometnica pri čemu su osnovicu radne snage činili Afrikanci prisiljeni na sudjelovanje u navedenim projektima. Osim toga, nametnuti su visoki porezi dok je proizvodnja većine dobara, poput usjeva i pamuka, bila predviđena za izvoz, a ne za otkup samim proizvođačima, odnosno afričkomu stanovništvu. Uz iznimno teške radne i stambene uvjete, dnevnice afričkih obrađivača zemlje bile su gotovo zanemarive, a provodila su se i tjelesna kažnjavanja neposlušnika. Ogorčenje podčinjenog stanovništva kulminiralo je s prvim izrazima nezadovoljstva u ljeto 1905. godine.

## Tijek i posljedice pobune
Maji Maji pobuna širila se iz priobalnih krajeva prema južnim područjima današnje Tanzanije. Potaknuti riječima vrača Kinjikitilea Ngwalea da će njemački metci biti pretvoreni u vodu (maji), slabo naoružani afrički ratnici krenuli su uništavati plantaže pamuka te kolonijalne trgovačke ispostave, dok je u kolovozu 1905. ubijena i nekolicina europskih misionara.
Iako je Ngwale priveden i obješen nedugo po izbijanju ustanka, pobunjenici nisu posustali. Uslijedili su napadi na njemačke utvrde, nerijetko uz velike gubitke s afričke strane s obzirom na teško naoružanje u vidu strojnica kojima su raspolagali kolonijalni upravitelji. 
U trenutcima najžešćih sukoba pobuni se pridružilo i brojno Ngoni pleme s gotovo 5000 ratnika, nakon čega je njemački car poslao 1000 njemačkih vojnika kako bi obustavio nerede u koloniji. Guverner Gustav Adolf von Götzen osjetio je kako je to bio pravi trenutak za napad te je uz novopridošla pojačanja krenuo prema tanzanijskomu jugu uništavajući sela, usjeve, i skladišta hrane nakon čega su tisuće umrle od gladi. Iako su pobunjenici izvršili nekoliko uspješnih gerilskih napada iz zasjede, njemačko vatreno oružje donijelo je prevagu kolonijalnim snagama. Najodlučniji otpor pružilo je Ngoni pleme na čijemu se čelu nalazio poglavica Songea, ubijen početkom 1906. godine. Godine 1907. pobuna je gotovo u cijelosti suzbijena uz velike ljudske žrtve, masovnu pothranjenost i uništenje nekoć nastanjenih područja južne Tanganjike.
Po završetku rata, vojna je uprava u koloniji zamijenjena civilnom što je označilo privremenu liberalizaciju uprave. Osim toga, prisilni je rad ukinut te su uvedene ugovorne obaveze. Kako god bilo, ustanak je potaknuo oblikovanje tanzanijskog nacionalnog identiteta te daljnje intenziviranje nezadovoljstva spram kolonijalne vlasti što će kulminirati u pokretu za neovisnost tijekom 1950-ih i 1960-ih godina.
Današnji grad Songea, upravno sjedište pokrajine Ruvume na jugozapadu Tanzanije, ime je dobio po poglavici Songei Mbanu, vođi Ngoni plemena i jednomu od predvodnika Maji Maji otpora.

## Vanjske poveznice
- Maji Maji Bibliography Project  Arhivirana inačica izvorne stranice od 12. travnja 2010. (Wayback Machine)
- Maji Maji pobuna 1905 - 1907. Lemo, Njemački povijesni muzej i ostali (njem.)